# Formiusz Színház
A Formiusz Színház a Formiusz Színházi Egyesület által létrehozott, 2005-ben alakult, saját színjátszóhellyel nem rendelkező színház.

## Története
A Formiusz Színházi Egyesület 2005. június 5-én alakult, azzal a szándékkal, hogy öregbítse a minőségi magyar színjátszást. Fontosnak tartja, hogy a fiatal és felnőtt közönség egyaránt szórakozzon és elgondolkozzon az általuk létrehozott színházi előadásokon, filmeken, mert hiszik és vallják, hogy művészet és kultúra nélkül nemcsak szegényebb lesz nemzedékünk, de gazdasági fellendülés se várható olyan országtól, ahol a művészetekre és a kultúrára nem fordítanak elég figyelmet.
Előadásaikat úgy készítik, hogy azokat utaztatni is tudják, és olyan helyekre is eljussanak, ahol ma már luxusnak számít a színház.
Hosszútávú terveik között szerepel saját színházi hely létrehozása is.
A Formiusz Színházi Egyesület hivatalosan 2005-től működik folyamatosan, azonban az egyesületi tagok tevékenysége korábbról datálódik. (2004-es, első bemutató hívta életre az egyesületet.)
Az egyesület megalakulása óta ugyan cserélődtek a tagok, de az alapítók a mai napig aktívan tevékenykednek a közösségért.

## Tagok
- Csáki Rita (rendező, színész) – egyesületi elnök /alapító tag/
- Demjén Natália (színész) – tag /2006/
- Detre Annamária (színész) – tag /2012/
- Felvidéki Judit (rendező) – tag /2006/
- Gallai Péter (zeneszerző 1953–2019) – tag /2012/
- Gulyás Ádám (színész) – egyesületi alelnök 2020ig /alapító tag/
- Kovács Éva Rebecca (színész) – /2006/ tag  /2020–tól egyesületi alelnök /
- Makray Gábor (színész) – tag /2015/
- Mérai Katalin (színész) – tag /2013/
- Tímár László (táncos–koreográfus) – tag /2012/
- Tóth Zoltán (színész) – tag /2006/
- Rónaháti Júlia (stylist) – tag
- Hajas Tamás – pártoló tag
- Kis Csaba – pártoló tag
- Téglási Zoltán – pártoló tag

### Meghívott vendégművészek
- Álmosd Pheadra (színész)
- Tóth-Hartai Laura (színész)
- Málnai Zsuzsanna (színész)
- Pelsőczy László (színész)
- Kassai László ( színész)
- Kathy Zsolt (színész)
- Almási Sándor (színész)
- Bacsa Ildikó (színész)
- Gáti Orsolya (színész)
- Füzes Nóra (táncos)
- Lacza Edit (1967–2014, színész )
- Facskó Marica (színész)
- Aranyos Linda (színész)
- Vadász István (díszlet)
- E. Kottek Péter (díszlet)

## Előadásai

### Gyermekelőadások
Téli vándor –Verses zenés összeállítás
Ismert és kevéssé ismert költők verseiből és gyermekdalokból, gitár kísérettel.
Szereposztás: Pelsőczy László, Kovács Éva Rebecca
Piroska és a farkas
Volt egyszer egy aranyos kislány, mindenki szerette, aki csak látta, de legjobban mégis a nagymamája. Azt sem tudta, mit adjon neki, mivel keresse a kedvét kis unokájának. Egyszer egy szép napon Piroska meglátogatta a nagymamáját, hogy ebédet vigyen neki. A nagymama azonban benn lakott az erdőben, félórányi járásra a falutól, ahol Piroska lakott. Nos hát, amint a kislány az erdő sűrűjébe ért, találkozott a farkassal, aki nem is volt olyan ijesztő……
Szereposztás: Piroska – Aranyos Linda, /Pelsőczy Luca/Kovács Éva Rebecca, Farkas: Pelsőczy László, Nagymama – Kovács Éva Rebecca/Detre Annamária
A Grimm testvérek alapján színpadra alkalmazta Detre Annamária
Rendező: Detre Annamária
Őszi mese színesen
Kovács Éva Rebecca és Pelsőczy László színművészek új verses zenés összeállítása óvodás kortól szólítja meg a gyerekeket a kisiskolás korig.  Bábok és élő zene kíséretében ismert versek és mesék segítségével ismerhető meg az őszi erdő élete, ahol Sün Soma, és az erdő apraja nagyja, segít a gyerekeknek népi mondókák és népdalok kíséretében megismerni, és megszeretni az őszt mint évszakot.
Okos nyúl, ravasz róka
A nyúl és a róka mindig nagy ellenségek voltak az erdőben. Kerülték is egymást amíg csak lehetett. De egy szép napon találkoztak.
Ez a történet arról szól, hogyan leckézteti meg a Nyúl a Rókát és kötnek békét és barátságot a Kerek erdőben.
Szereposztás: Nyúl – Kovács Éva Rebecca, Róka – Pelsőczy László
Joel Chandler Harris Rémusz bácsi meséi nyomán színpadra alkalmazta Detre Annamária
Rendező: Detre Annamária
Mesehősök vagyunk
Szereposztás: Básti Andrea, Facskó Marica, Kovács Éva Rebecca
Hencegő nyúl

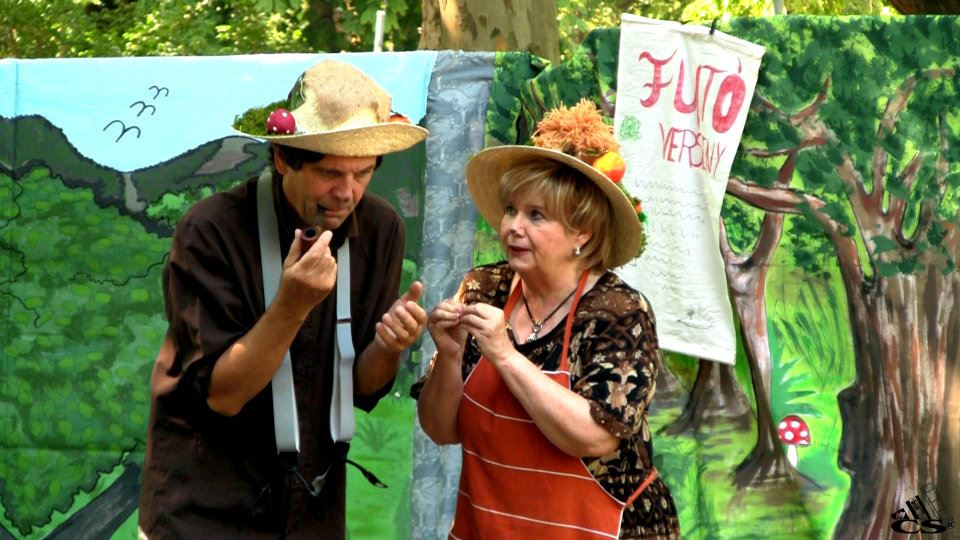
Balról-jobbra: Pelsőczy László és Detre Annamária

Ez a mese kezdődhetne ugyanúgy, mint a többi, hogy egyszer volt hol nem volt, az üveghegyen innen és túl, de akkor nem mondanánk igazat. Mert ez a történet egy igaz történet, ami egy valóságos erdő valóságos mezején egy tölgyfa árnyékában történt meg.
Sok nyúl élt az erdőben, de a legismertebb közülük a hencegő nyúl volt. Egy olyan nyúl, aki tehetséges jó sportoló, de képtelen együtt élni az erdő többi lakóival. Ebből fakad a konfliktus is, hiszen miután megdézsmálja, Sün Sára répáját az erdő állatai rájönnek, hogy meg kell leckéztetni.
Olimpiát rendeznek ahol furfanggal, de sportszerűen legyőzik, és az erdőben helyre áll rend, béke és a nyugalom.
Szereposztás: Hencegő nyúl – Kovács Éva Rebecca, Sün Sára – Detre Annamária/Básti Andrea, Sün Sámuel: Pelsőczy László
Rendezte: Csáki Rita
Görbe körte
Élt egyszer egy nyúl. Úgy hívták, hogy Nyúl, de aki becézni akarta egyszerűen csak Nyuszinak hívta. És volt egy róka is akit, csak Rókának neveztek. Ez a róka már régóta szerette volna megfogni a nyulat, de a nyúl, az okos nyúl, folyton túl járt az eszén. Sokszor borsos tréfákat eszelt ki, a róka rovására. Szóval itt éltek együtt a kerek erdőben a többi erdei állattal. 
Történt egyszer, hogy a róka újabb ravaszságon törte a fejét...
Ezek a történetek állatbőrbe bujtatott emberekről szólnak, akiket az író, Joel Chandler Harris olyan tulajdonságokkal ruházott fel, amiket mindennap felfedezhetünk magunkban.
A darab a barátságról, a hiszékenységről, a megbocsátásról, az élet apró mozzanatairól szól, ami a gyerekek nyelvére lefordítva, de a felnőtt korosztály számára is bemutatja a három barát a Nyúl, a Róka, és a Farkas életét.
Szereposztás: Nyúl – Kovács Éva Rebecca, Róka – Pelsőczy László, Farkas – Makray Gábor/Gulyás Ádám
A szorgalmas és rest lány (zenés mesejáték)

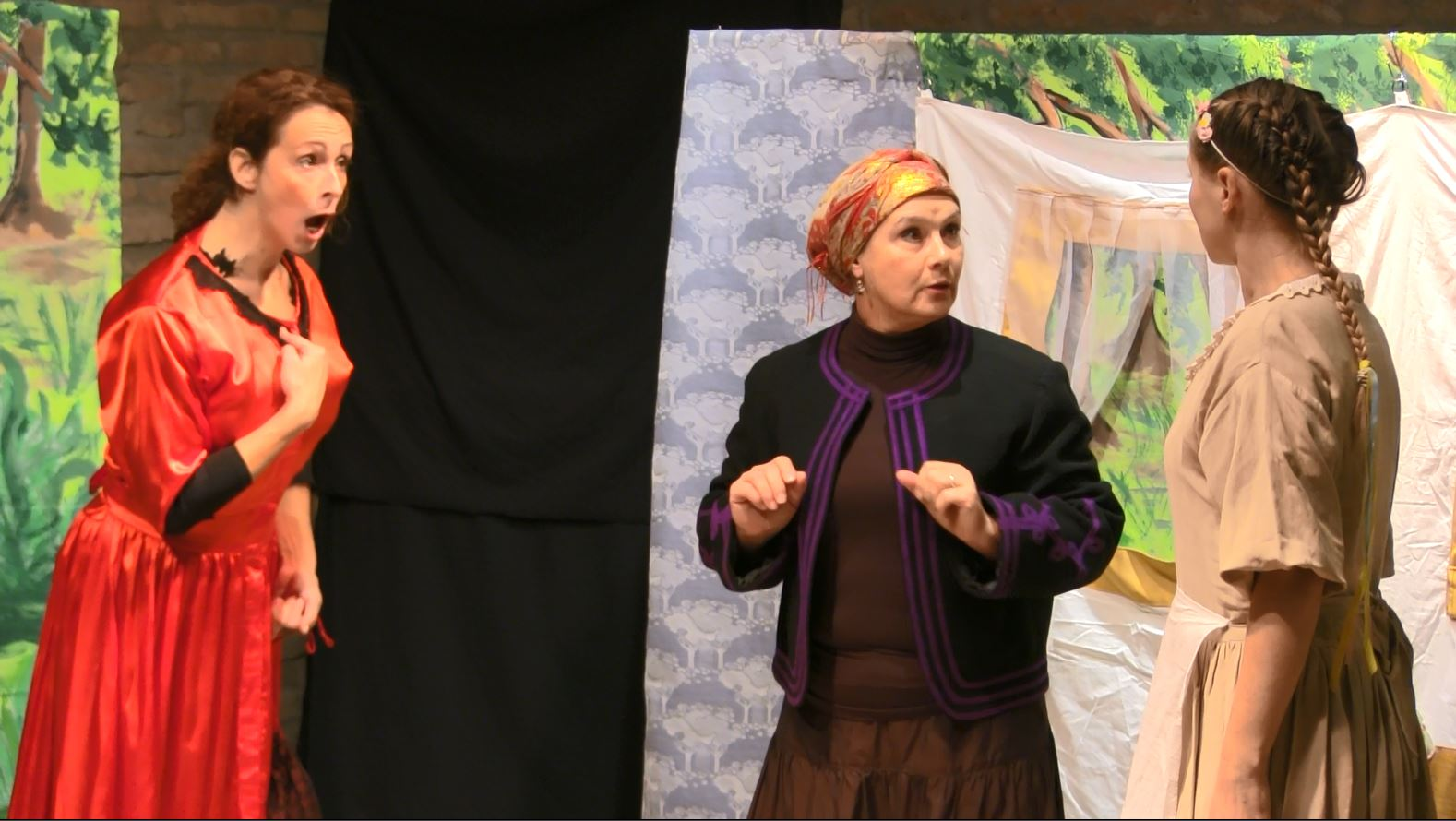
Balról-jobbra: Álmosd Pheadra, Málnai Zsuzsanna és Kovács Éva Rebecca

Az RS9 Színházzal koprodukcióban készült előadás óvodás kortól szólítja meg a gyermekeket, akik a két leány vándorútjának aktív résztvevőivé válnak a közös dalolások segítségével és velük azonosulva jutnak el a szívet melengető feloldásig.
Kovács Éva Rebecca feldolgozásában megtartja a népmesei elemeket, használja azok szimbólumait, a rendező Csáki Rita egyszerű, tiszta formában, ötletes díszlet- és kellékhasználattal állítja színpadra a mesét, melynek szereplői karakteresen ábrázolják a két mostohatestvér figuráját.
Az előadás nagy erénye az interaktivitás, a gyermekek közösen énekelnek és verselnek a szereplőkkel, valamint a Mesélő, akiről az előadás végén derül csak ki, hogy ő valójában Tündér, a nézőkhöz intézett kérdéseivel gördíti tovább az eseményeket.
A népmesék mindenkoron aktuális erkölcsi tanulságai finoman, az előadás szövetébe ágyazódva tanítja a kicsiket: a rest lány saját tapasztalatain keresztül jut el a felismerésig, hogy csak akkor várhat jutalmat, ha ő maga is megtanul önzetlenül adni. Aki segít, azt megsegítik, de ki csak kényeskedve átlép a másikon, bizony pórul jár és egyedül marad!
Díszlet, jelmez, rendezés: Patkós József
Szereplők: Málnai Zsuzsanna, Kovács Éva Rebecca, Álmosd Phaedra
Dalszövegek: Csáki Rita
Zeneszerző: Gallai Péter
Díszlet: Kottek E. Péter
Rendező: Csáki Rita HSD

### Felnőtt előadások
Végkép

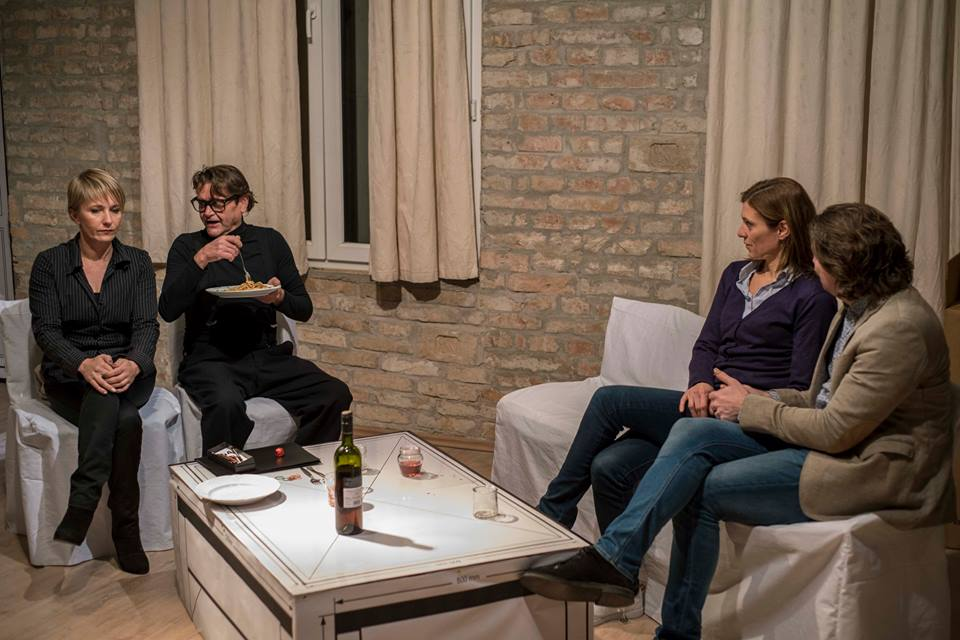
Balról-jobbra: Mérai Kata, Kassai László, Bacsa Ildikó, Kathy Zsolt

„Ott áll. Ugyanott. Olyan gyönyörű és olyan… Hogy tud ennyi felejtésre ítélt érzés és szenvedély így meglapulni évekig? Ilyen orvul?” És ki gondolja ezt. A férj? A feleség? Egyikük sem tudja, még azt sem, mit remél jobban erre válaszként legbelül. Az idő, ha akarjuk, ha nem, elszáll felettünk – életünk végén mindent elveszítünk. És addig? Mi történik, ha a visszatekintés öröme helyett, valaha volt életünk hűlt helyén, csak kétségeket találunk?
Csáki Rita új rendezésében régi életük színhelyén találkozik az évtizedek óta elvált, külön élő pár, hogy végleg leszámoljanak a múlttal, a hátrahagyott bútorokkal, tárgyakkal és az emlékekkel. Szembe kell nézniük egymással: az ejtett és szerzett sebekkel, közös életük hazugságaival – melyeket már talán soha nem tisztázhatnak…
Írta és rendezte: Csáki Rita
Szereplők: Mérai Katalin, Bacsa Ildikó, Kathy Zsolt, Kassai László
Zene: Gallai Péter
Díszlet, jelmez: Formiusz
Látványtervező: Braun Barna

### Korábbi előadások
Arni Ibsen – Mennyország
Arni Ibsen izlandi író komédiája, leginkább tragikomédiája hat fiatal hétvégi kiruccanásáról szól, egy kölcsönkapott nyaralóban. A cselekmény egyetlen nap leforgása alatt játszódik le; szombat reggeltől, vasárnap reggelig, melyben végignézhtő a mai 'típus' fiatalok kikapcsolódás–módja. Esznek, szexuális életet élnek, legfőképp isznak, jót derülnek saját 'szellemi' szegénységükön, s ha történik is változás, legfeljebb csak annyi, hogy a buli után párban ugyan, de más–más társsal távoznak. Reménysugár csupán egy szereplővel kapcsolatban csillan fel, a talán legszerencsétlenebb, legelkényeztetettebb és személyiségében legelmaradottabb fiatal szembesül saját magával, és talán hosszú–hosszú idő múltán megváltozik. Ez persze lehetőség, amely minden fiatalnak megadatik, az ő dolga, hogy él–e vele.
„Ezt a színpadi művet így foglalnám össze röviden: Tükör a mai fiataloknak, mely segíti őket egy tartalmasabb élet elérésében.
A dolog pikantériájához más is hozzájárul: a szerző a színpadot két részre bontja, megosztva ezzel nemcsak a történéseket, hanem a nézőket is.
Az egyik térfélen, a nyaraló teraszán, a 'kinti' jelenetek játszódnak, míg a nyaraló amerikai konyhájában a benti történések kapcsolják össze a darabot egy egységgé. Az előadás két felvonása közötti szünetben a nézők helyet cserélnek, így kiegészítik információikat a másik oldalon látottakkal. A színészeknek pedig nincs más dolguk, mint még egyszer eljátszani ugyanazt.
Remek színészi lehetőség, a közönségnek pedig rendhagyó színházi élmény, sok–sok nevetéssel.”
Szereposztás: Steinunn – Demjén Natália, Unnur – Mérai Katalin mv.,Anita – Tarjányi Alexandra, Beggi – Almási Sándor mv.,Gudjon – Gulyás Ádám,Triggvy – Tóth Zoltán
Rendezőasszisztens: Lehotka Judit Zolka
Zene: Gallai Péter
Rendező: Csáki Rita
Spiró György – Káró király
A káró király szokatlanul szatirikus tanmese és parabolisztikus pamflet, mely kíméletlen kritikával mutat fityiszt a jelennek a múltból és a múltnak a jelenből. Ebben a világban a mindenkori történelem örök konfliktusai zajlanak a hatalom alá és fölé rendeltjei között. Tanúi lehetünkaz uralkodó és a királyi udvar, a hívek és a pártütők korokon és évszázadokon átívelő mulatságos és hátborzongató cselszövéseinek.
Szereposztás: Káró király – Tóth Zoltán, Királyné–Néne – Gergely Erika, Hadnagy–Jakab – Kovács Éva Rebecca, Bölcs–Szutykos – Jáger Szabolcs, Fekete Tündér–Ledér – Demjén Natilia, Püspök–Pali bá – Farkas Gerő, Tudós – El–Karamany Yaszin, Pálinkás – Major Róbert, Őr – Gulyás Ádám, Pribék – Jeges Krisztián, Porkoláb – Nagy Ferenc
Zene: Gallai Péter
Rendezőasszisztens: Csáki Rita
Jelmez: Rónaháti Júlia, Sára Kata
Rendező: Felvidéki Judit
Jófonó Zsuzsika – Zenés mesejáték
Egyszer volt hol nem volt, volt egyszer egy szegényasszony. Olyan szegény volt, hogy még az egerek is elmenekültek a házából. Ugyanis hónapszám nem volt mit a tejbe aprítaniuk. De azért jó az Isten! Ennek a koldusszegény asszonynak volt egy gyönyörűséges leánykája a Zsuzsika.
Író: Magyar népmese
Rendező: Detre Annamária Színész:  Zsuzsika Kovács Éva Rebecca, Király Gulyás Ádám , Udvarmester Pelsőczy László, Édesanya, Detre Annamária
Hamlet – Haláltusa

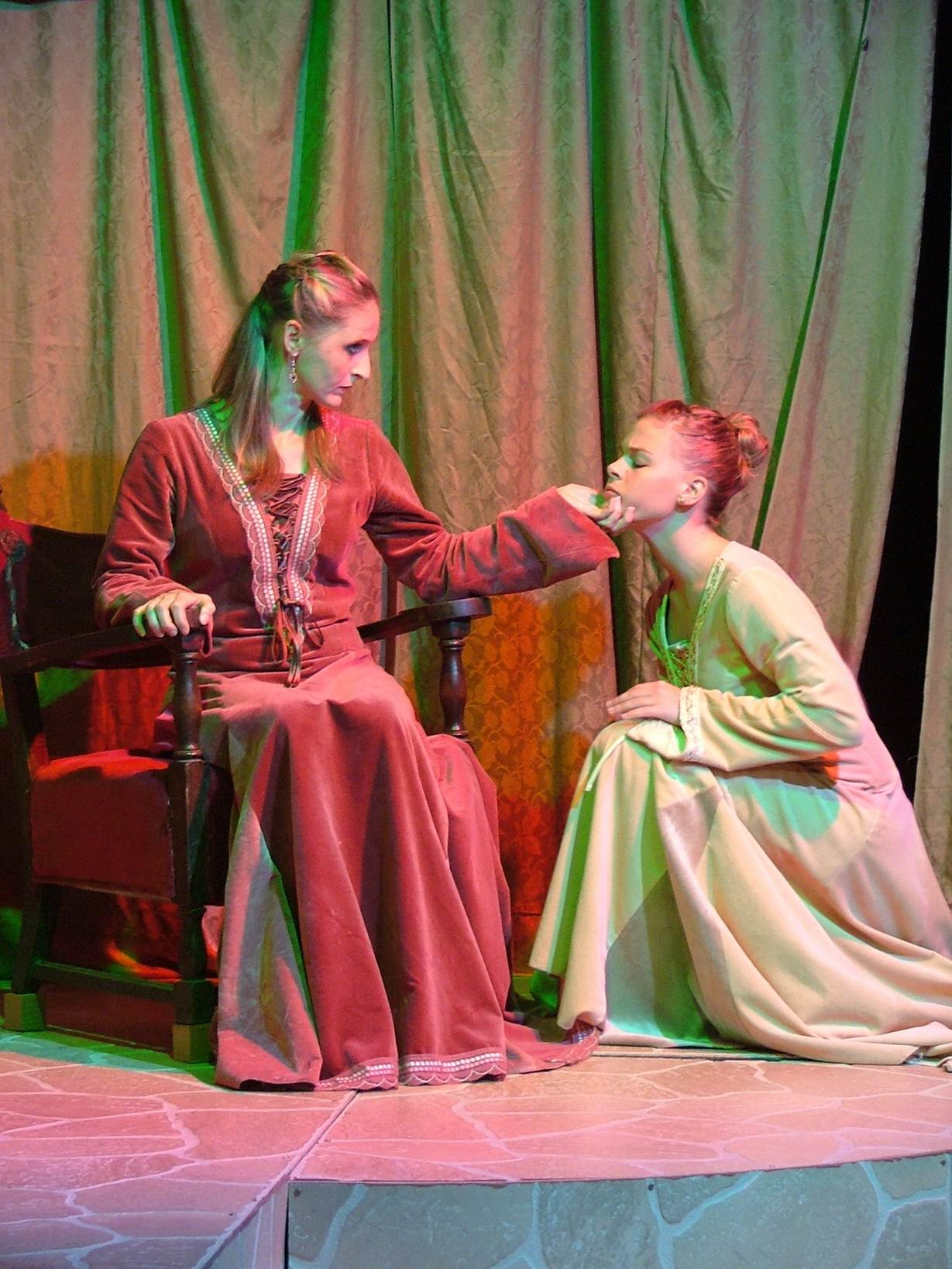
Kovács Éva Rebecca és Gáti Orsolya

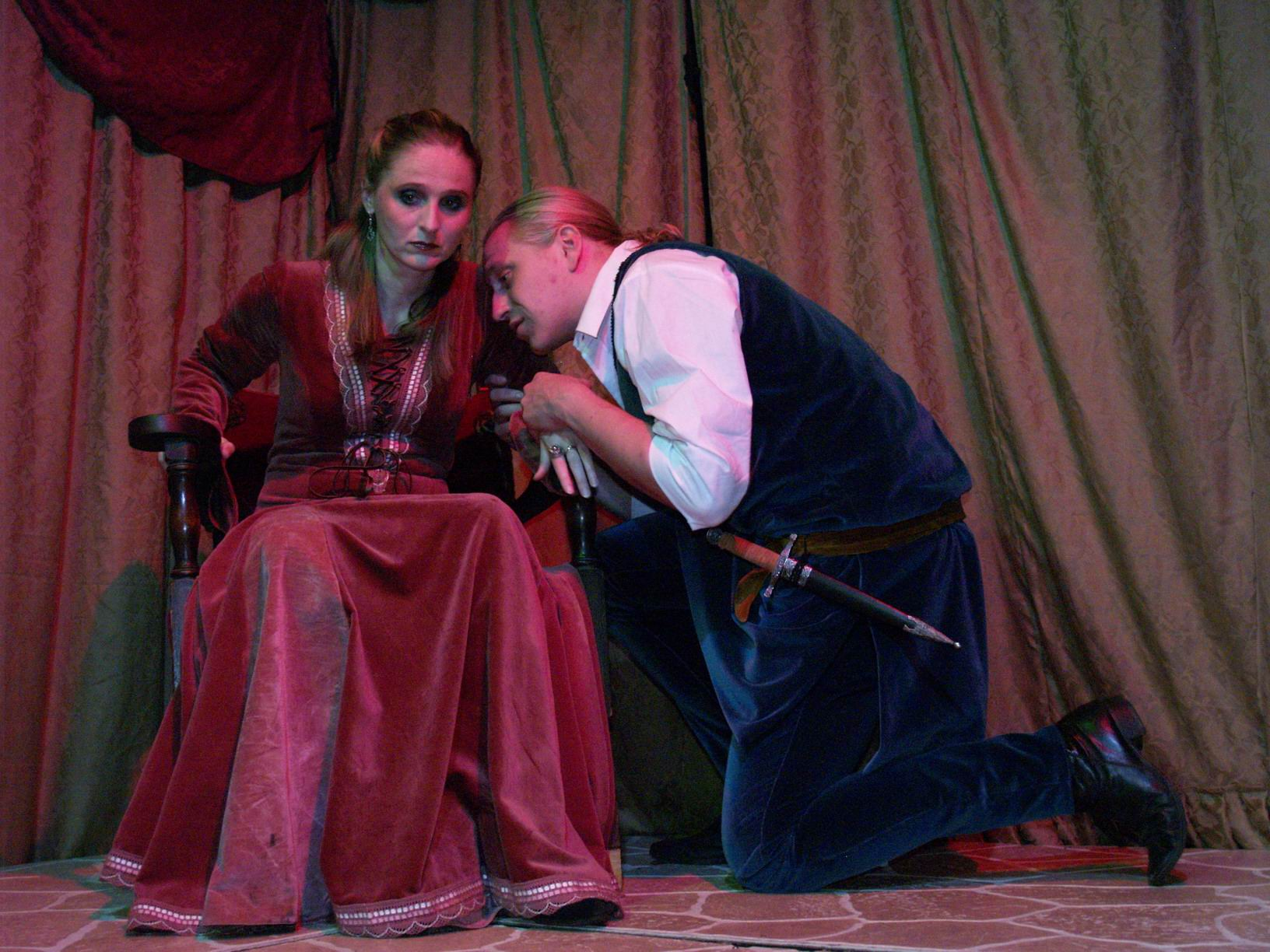
Kovács Éva Rebecca és Tóth Zoltán

Ez az újírású darab William Shakespeare Hamlet című drámájában felmerülő morális, vallási és erkölcsi kérdésekre keresi a választ, öt szereplő egymáshoz való viszonyában. A darab alaptézise: "...mert bár a gyilkosságnak nyelve nincs, csodás szájjal beszél..."
William Shakespeare Hamlet c. drámája nyomán, Nádasdy Ádám fordításának felhasználásával írta Mérai Katalin
Szereposztás: Gertrud: Kovács Éva Rebecca, Claudius: Jáger Szabolcs, Hamlet: Tóth Zoltán, Ophelia: Gáti Orsolya, Halál: Füzes Nóra
Díszlet–jelmez: Vadász István
Zene: Gallai Péter
Dramaturg, a rendező munkatársa: Csáki Rita
Rendező: Mérai Katalin
Buták versenye
Ez a mese olyan emberi tulajdonságokról szól, amiket minden felnőtt és fiatal felfedezhet magában.
A hiszékenység, és hogy milyen egyszerűen lehet bennünket embereket becsapni, örök téma marad.
Hogy mi a tanulság? Azt ebből a meséből megtudhatjátok.
Író: Magyar népmese nyomán színpadra alkalmazta: Detre Annamária
Szereposztás: Asszony – Kovács Éva Rebecca, Ember – Pelsőczy László, Kereskedő – Gulyás Ádám/Vándor Tóth Zoltán, Kereskedő felesége – Aranyos Linda
Érzéki matematika – tanulmány a férfiakról nemcsak nőknek egy részben

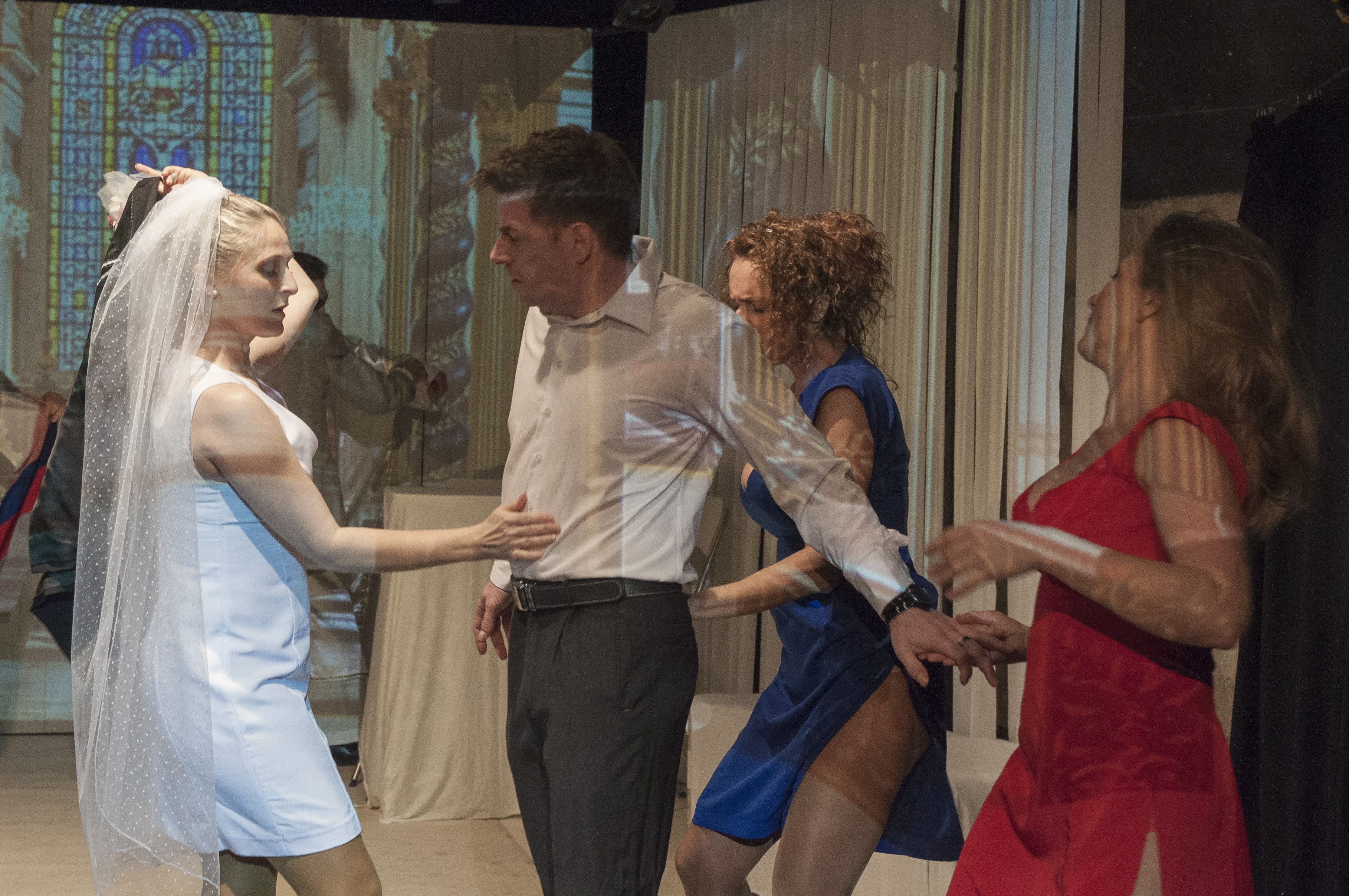
Balról-jobbra: Kovács Éva Rebecca, Kathy Zsolt, Álmosd Pheadra, Mérai Kata

Falussy Lilla könnyed, szórakoztató tanulmányt írt a férfiakról. De a felvillanó, sokszor igen rövid jelenetekből összefűzött színművet nevezhetnénk a FÉRFI tündöklésének és bukásának is. Persze a FÉRFInak a bukás sem megy egyedül: ahhoz, hogy elbukhasson végre, előtte egy NŐnek kell – immár visszavonhatatlanul – elbuknia. Mondhatnánk: minden sikeresen elbukott FÉRFI mögött ott áll egy (kettő, három…) keserűen elbukott NŐ, akit az a megtiszteltetés ért, hogy élete nagy részét az illető FÉRFI holdudvarában tölthette. A NŐk pedig látszólag tisztában vannak sanyarú jövőjükkel, mégis tehetetlenek, mert a teremtés koronája megbabonázta őket. Ám a FÉRFI nagyvonalú, mély empátiával érzi át a NŐ helyzetét, igyekszik a NŐ megértő támasza lenni. Kételyei közepette a FÉRFI az egyháztól remél segítséget. Kitűnő a választás: az egyház már évszázadokkal korábban is hozzáértéssel és véglegesen megoldotta a hasonló problémákat, lásd például a veronai szerelmesek esetét… Ott és akkor a megoldásba mindkét szerelmes végleg belenyugodott, legalábbis később nem mentek vissza reklamálni. De a FÉRFI végül körültekintőbb: tesz a papra, tesz a NŐre, és hamarosan felötlik benne a legjobb megoldás.
Szereposztás: Málnai Zsuzsanna m.v., Pelsőczy László m.v., Kathy Zsolt m.v., Mérai Katalin, Kovács Éva Rebecca, Álmosd Phaedra m.v., Facskó Marica m.v., Gulyás Ádám, Kassai László m.v.
Írta: Falussy Lilla
Zene: Gallai Péter
Dalszöveg: “Énekek éneke” – Csáki
Jelmez: Astoria Sz. E.
Díszlet: Vadász István
rendező: Csáki Rita HSD
Harold Pinter – Árulás I.
A Nobel–díjas Harold Pinter egyes életrajzi adatok szerint portugál, mások szerint magyar felmenőket tudhat családjában. A modern abszurd komédia angliai úttörőjeként is számon tartott író – aki pályafutása során költészettel, színházi rendezéssel, sőt színészettel is foglalkozott – 1930. október 10-én született London nyomorúságos keleti–északkeleti negyedében, az East Enden.
Árulás című egyfelvonásos drámája önéletrajzi ihletésű.
A belőle készült nagysikerű film forgatókönyvéért 1983-ban a szerző-forgatókönyvírót Oscar-díjra jelölték.
A darab egy szerelmi háromszög hét éves történetét meséli el, időben visszafelé.
A Formiusz Színház előadásában az első jelenet kettéosztásával a darab egy keretbe foglalt egésszé állt össze, kiküszöbölve ezzel a nehézkes időmeghatározásokat.
Az érdekes, filmszerű szerkezet feszültté, sodróvá és furcsán humorossá teszi az előadást.
Pinter látszólag sematikus nyelvezetű írásából három, beláthatatlanul kibogozhatatlan és szétválaszthatatlan élet kusza ösvényei bontakoznak ki.
Robert – a férj, Emma – a felesége és Jerry – a legjobb barát története mindennapi história, mindennapi emberekkel.
Jerry és Emma egymásba habarodnak Emma és Robert esküvője napján és törvénytelen kapcsolatukat hét évig sikeresen titkolják a férj és a világ előtt.
Vagy mégsem?
Egy nap minden kiderül!
Vagy mégsem?
Miféle láthatatlan szálak tartják össze az emberi kapcsolatokat éveken, évtizedeken keresztül?
Mit ér a barátság és mennyit a szerelem?
A darab olyan kérdésekkel foglalkozik melyek mindannyiunkat nap mint nap foglalkoztatnak.
Olyan élethelyzeteket mutat melyekkel naponta szembesülünk, de az ábrázolás annyira finoman abszurd, hogy sajátmagunkon nevetni kényszerülünk.
Az előadás bemutatója egyben a Formiusz Színházi Egyesület első bemutatója 2004. április 9. volt az RS9 Stúdiószínházban Budapesten.
Szereposztás: Jerry: Turek Miklós, Emma: Tarjányi Alexandra, Robert: Gulyás Ádám
Rendező: Csáki Rita
Harold Pinter – Árulás II.
Három ember, öt élet. Mindenki elárul mindenkit, de leginkább önmagát. Belemenni egy ártatlannak tünő apró, kis játékba, de mi lesz a vége? Nem is olyan könnyü kijönni belőle... S ha egyáltalán sikerül, mi marad?
Harold Pinter Árulás című egyfelvonásos drámája önéletrajzi ihletésű. A belőle készült nagysikerű film forgatókönyvéért 1983–ban a szerző–forgatókönyvírót Oscar-díjra jelölték.
A darab egy szerelmi háromszög hét éves történetét meséli el, időben visszafelé. A Formiusz Színház előadásában az első jelenet kettéosztásával a darab egy keretbe foglalt egésszé állt össze, kiküszöbölve ezzel a nehézkes időmeghatározásokat.
Az érdekes, filmszerű szerkezet feszültté, sodróvá és furcsán humorossá teszi az előadást. Pinter látszólag sematikus nyelvezetű írásából három, beláthatatlanul kibogozhatatlan és szétválaszthatatlan élet kusza ösvényei bontakoznak ki.
Robert – a férj, Emma – a felesége és Jerry – a legjobb barát története mindennapi história, mindennapi emberekkel. Jerry és Emma egymásba habarodnak Emma és Robert esküvője napján és törvénytelen kapcsolatukat hét évig sikeresen titkolják a férj és a világ előtt.
Vagy mégsem? Egy nap minden kiderül! Vagy mégsem? Miféle láthatatlan szálak tartják össze az emberi kapcsolatokat éveken, évtizedeken keresztül? Mit ér a barátság és mennyit a szerelem?
A darab olyan kérdésekkel foglalkozik melyek mindannyiunkat nap mint nap foglalkoztatnak.
Olyan élethelyzeteket mutat melyekkel naponta szembesülünk, de az ábrázolás annyira finoman abszurd, hogy sajátmagunkon nevetni kényszerülünk.
Szereposztás: Emma: Facskó Marica, Jerry: Almási Sándor, Robert: Gulyás Ádám
Fordító:     Bátki Mihály, R
Rendező:  Csáki Rita
Zeneszerző: Téglás Zoltán